# Зимов'є-Вагай
Зимо́в'є-Вага́й (рос. Зимовье-Вагай) — село у складі Омутинського району Тюменської області, Росія.
Населення — 153 особи (2010, 159 у 2002).
Національний склад станом на 2002 рік:
- росіяни — 95 %